# Liste der Kulturgüter in Misery-Courtion
Die Liste der Kulturgüter in Misery-Courtion enthält alle Objekte in der Gemeinde Misery-Courtion im Kanton Freiburg, die gemäss der Haager Konvention zum Schutz von Kulturgut bei bewaffneten Konflikten, dem Bundesgesetz vom 20. Juni 2014 über den Schutz der Kulturgüter bei bewaffneten Konflikten sowie der Verordnung vom 29. Oktober 2014 über den Schutz der Kulturgüter bei bewaffneten Konflikten unter Schutz stehen.
Objekte der Kategorie A sind im Gemeindegebiet nicht ausgewiesen, Objekte der Kategorie B sind vollständig in der Liste enthalten, Objekte der Kategorie C fehlen zurzeit (Stand: 1. Januar 2023).

## Kulturgüter
| Foto |                                                                             | Objekt                                                                       | Kat. | Typ | Standort                                              | Beschreibung |
| ---- | --------------------------------------------------------------------------- | ---------------------------------------------------------------------------- | ---- | --- | ----------------------------------------------------- | ------------ |
| BW   | Datei hochladen · Wikidata zu Kapelle Saint-Léger (Q29696486)               | Kapelle Saint-Léger / Chapelle Saint-Léger KGS-Nr.: 02002                    | B    | G   | Cournillens, Chemin de la Chapelle 28 574338 / 189140 |              |
| BW   | Datei hochladen · Wikidata zu Herrenhaus Misery (Q29696520)                 | Herrenhaus Misery / Manoir de Misery KGS-Nr.: 09494                          | B    | G   | Misery, Chemin du Château 1 571797 / 188938           |              |
| BW   | Datei hochladen · Wikidata zu Bauernhof des Herrenhauses Misery (Q29696503) | Bauernhof des Herrenhauses Misery / Ferme du Manoir de Misery KGS-Nr.: 13276 | B    | G   | Misery, Route de Fribourg 19 571746 / 188884          |              |